# Razzie Awards 1994
La 15ª edizione dei Razzie Awards si è svolta il 26 marzo 1995 all' El Rey Theatre di Los Angeles, per premiare i peggiori film dell'anno 1994. Le candidature erano state annunciate alcuni mesi prima, il giorno prima delle candidature ai Premi Oscar 1995. Wyatt Earp, I Flintstones, Lo specialista e Una pallottola spuntata 33⅓ - L'insulto finale sono stati i maggiori vincitori del 1994, con due premi, mentre Il colore della notte ha vinto il premio per il peggior film.
I film più premiati dell'anno sono stati Wyatt Earp, I Flintstones, Lo specialista e Una pallottola spuntata 33⅓ - L'insulto finale, mentre i più nominati sono stati Il colore della notte, candidato a nove premi, seguito da Genitori cercasi e Sfida tra i ghiacci con sei, Lo specialista e Wyatt Earp con cinque, e I Flintstones con quattro nomination.

## Vincitori e candidati
Verranno di seguito indicati in grassetto i vincitori.
Ove ricorrente e disponibile, viene indicato il titolo in lingua italiana e quello in lingua originale tra parentesi.

### Peggior film
- Il colore della notte (Color of Night), regia di Richard Rush
- Genitori cercasi (North), regia di Rob Reiner
- Sfida tra i ghiacci (On Deadly Ground), regia di Steven Seagal
- Lo specialista (The Specialist), regia di Luis Llosa
- Wyatt Earp, regia di Lawrence Kasdan

### Peggior attore protagonista
- Kevin Costner - Wyatt Earp
- Macaulay Culkin - Papà ti aggiusto io! (Getting Even with Dad), Pagemaster - L'avventura meravigliosa (The Pagemaster), Richie Rich - Il più ricco del mondo (Richie Rich)
- Steven Seagal - Sfida tra i ghiacci (On Deadly Ground)
- Sylvester Stallone - Lo specialista (The Specialist)
- Bruce Willis - Il colore della notte (Color of Night), Genitori cercasi (North)

### Peggior attrice protagonista
- Sharon Stone - Trappola d'amore (Intersection), Lo specialista (The Specialist)
- Kim Basinger - Getaway (The Getaway)
- Joan Chen - Sfida tra i ghiacci (On Deadly Ground)
- Jane March - Il colore della notte (Color of Night)
- Uma Thurman - Cowgirl - Il nuovo sesso (Even Cowgirls Get the Blues)

### Peggior attore non protagonista
- O. J. Simpson - Una pallottola spuntata 33⅓ - L'insulto finale (The Naked Gun 33⅓: The Final Insult)
- Dan Aykroyd - Exit to Eden, Genitori cercasi (North)
- Jane March - Il colore della notte (Color of Night)
- William Shatner - Generazioni (Star Trek Generations)
- Rod Steiger - Lo specialista (The Specialist)

### Peggior attrice non protagonista
- Rosie O'Donnell - Una volante tutta matta (Car 54, Where Are You?), Exit to Eden, I Flintstones (The Flintstones)
- Kathy Bates - Genitori cercasi (North)
- Elizabeth Taylor - I Flintstones (The Flintstones)
- Lesley Ann Warren - Il colore della notte (Color of Night)
- Sean Young - Cowgirl - Il nuovo sesso (Even Cowgirls Get the Blues)

### Peggior regista
- Steven Seagal - Sfida tra i ghiacci (On Deadly Ground)
- Lawrence Kasdan - Wyatt Earp
- John Landis - Beverly Hills Cop III - Un piedipiatti a Beverly Hills III (Beverly Hills Cop III)
- Rob Reiner - Genitori cercasi (North)
- Richard Rush - Il colore della notte (Color of Night)

### Peggior sceneggiatura
- I Flintstones (The Flintstones) - sceneggiatura di Tom S. Parker, Babaloo Mandel, Mitch Markowitz, Dava Savel, Brian Levant, Michael G. Wilson, Al Aidekman, Cindy Begel, Lloyd Garver, David Silverman, Stephen Sustarsic, Nancy Steen, Neil Thompson, Daniel Goldin, Joshua Goldin, Peter Martin Wortmann, Robert Conte, Jeff Reno, Ron Osborn, Bruce Cohen, Jason Hoffs, Kate Barker, Gary Ross, Rob Dames, Leonard Ripps, Fred Fox Jr., Lon Diamond, David Richardson, Roy Teicher, Richard Gurman, Michael J. Di Gaetano e Ruth Bennett, basata sulla serie televisiva creata da William Hanna e Joseph Barbera (Anche se Jim Jennewein e Steven E. de Souza furono entrambi accreditati come sceneggiatori iniziali, Tom S. Parker fu l'unico vincitore accreditato nel film; gli altri trentuno sceneggiatori scrissero solo brevi parti della sceneggiatura.)
- Il colore della notte (Color of Night) - sceneggiatura di Matthew Chapman e Billy Ray, storia di Ray
- Lezioni di anatomia (Milk Money) - scritto da John Mattson
- Genitori cercasi (North) - sceneggiatura di Alan Zweibel e Andrew Scheinman, basata sul romanzo di Zweibel
- Sfida tra i ghiacci (On Deadly Ground) - scritto da Ed Horowitz e Robin U. Russin

### Peggior coppia
- Sylvester Stallone e Sharon Stone per Lo specialista (The Specialist)
- Tom Cruise e Brad Pitt per Intervista col vampiro (Interview with the Vampire)
- Dan Aykroyd e Rosie O'Donnell - Exit to Eden
- Kevin Costner e "una qualsiasi delle sue tre mogli" (Annabeth Gish, Joanna Going e Mare Winningham) - Wyatt Earp
- Il cast completo in qualsiasi combinazione possibile di due persone - Il colore della notte (Color of Night)

### Peggior esordiente
- Anna Nicole Smith - Una pallottola spuntata 33⅓ - L'insulto finale (Naked Gun 33 1/3: The Final Insult)
- Jim Carrey - Ace Ventura - L'acchiappanimali (Ace Ventura: Pet Detective), Scemo & più scemo (Dumb and Dumber), The Mask
- Chris Elliott - Crociera fuori programma (Cabin Boy)
- Chris Isaak - Piccolo Buddha (Little Buddha)
- Shaquille O'Neal - Blue Chips - Basta vincere (Blue Chips)

### Peggior canzone originale
- Marry the Mole! da Thumbelina - Pollicina (Thumbelina), musica di Barry Manilow, testo di Jack Feldman
- Under The Same Sun da Sfida tra i ghiacci (On Deadly Ground), musica e testo di Mark Hudson, Klaus Meine e Scott Fairbairn
- The Color of The Night da Il colore della notte (Color of Night), musica e testo di Jud Friedman, Lauren Christy e Dominic Frontiere

### Peggior remake o sequel
- Wyatt Earp, regia di Lawrence Kasdan
- Beverly Hills Cop III - Un piedipiatti a Beverly Hills III (Beverly Hills Cop III), regia di John Landis
- Scappo dalla città 2 (City Slickers II: The Legend of Curly's Gold), regia di Paul Weiland
- I Flintstones (The Flintstones), regia di Brian Levant
- Love Affair - Un grande amore (Love Affair), regia di Glenn Gordon Caron

## Statistiche vittorie/candidature
Premi vinti/candidature:
- 2/5 - Wyatt Earp
- 2/5 - Lo specialista (The Specialist)
- 2/4 - I Flintstones (The Flintstones)
- 2/2 - Una pallottola spuntata 33⅓ - L'insulto finale (The Naked Gun 33⅓: The Final Insult)
- 1/9 - Il colore della notte (Color of Night)
- 1/6 - Sfida tra i ghiacci (On Deadly Ground)
- 1/3 - Exit to Eden
- 1/1 - Trappola d'amore (Intersection)
- 1/1 - Una volante tutta matta (Car 54, Where Are You?)
- 1/1 - Intervista col vampiro (Interview with the Vampire)
- 1/1 - Thumbelina - Pollicina (Thumbelina)
- 0/6 - Genitori cercasi (North)
- 0/2 - Cowgirl - Il nuovo sesso (Even Cowgirls Get the Blues)
- 0/2 - Beverly Hills Cop III - Un piedipiatti a Beverly Hills III (Beverly Hills Cop III)
- 0/1 - Papà ti aggiusto io! (Getting Even with Dad)
- 0/1 - Pagemaster - L'avventura meravigliosa (The Pagemaster)
- 0/1 - Richie Rich - Il più ricco del mondo (Richie Rich)
- 0/1 - Getaway (The Getaway)
- 0/1 - Generazioni (Star Trek Generations)
- 0/1 - Lezioni di anatomia (Milk Money)
- 0/1 - Ace Ventura - L'acchiappanimali (Ace Ventura: Pet Detective)
- 0/1 - Scemo & più scemo (Dumb and Dumber)
- 0/1 - The Mask
- 0/1 - Crociera fuori programma (Cabin Boy)
- 0/1 - Piccolo Buddha (Little Buddha)
- 0/1 - Blue Chips - Basta vincere (Blue Chips)
- 0/1 - Scappo dalla città 2 (City Slickers II: The Legend of Curly's Gold)
- 0/1 - Love Affair - Un grande amore (Love Affair)